# Melč
Melč är en ort i Tjeckien.   Den ligger i distriktet Opava och regionen Mähren-Schlesien, i den östra delen av landet, 240 km öster om huvudstaden Prag. Melč ligger 475 meter över havet och antalet invånare är 621.
Terrängen runt Melč är platt söderut, men norrut är den kuperad. Runt Melč är det ganska tätbefolkat, med 75 invånare per kvadratkilometer. Närmaste större samhälle är Opava, 14,3 km nordost om Melč. Omgivningarna runt Melč är en mosaik av jordbruksmark och naturlig växtlighet.